# 日本ご当地アイドル活性協会
日本ご当地アイドル活性協会（にほんごとうちあいどるかっせいきょうかい）は、日本の特定地域を主な活動拠点とする所謂『ご当地アイドル』への支援を通し、地域活性化のために活動している任意団体。協会理念は「地域活性」「文化向上」「世界発信」。
会の名称は、創立・代表者である金子正男によって商標登録されている（登録番号：第5914151号）。

## 概要
映画やテレビ番組のプロデュースに長年携わってきた金子正男が、グループアイドルが日本全国に広がり始めた状況を受け、所謂「秋元系」などのメジャーどころとは異なり各地で細々と活動する『ご当地アイドル』の活動を支援し、そのことを地域活性化に繋げていこうという目的で2012年に設立した。これは、NHKがこの年に連続テレビ小説『あまちゃん』を東日本大震災復興支援プロジェクトの一環として翌年度に放送することを決めたと発表したタイミングでもあった。
2012年・2013年に東日本大震災復興LIVEを開催し、全国のアイドルを集めてチャリティーイベントを行った。奇しくもアンジュルム・佐々木莉佳子が被災した宮城県気仙沼市のご当地アイドル「SCK GIRLS」として最後に立ったステージとなった。
その後、2013年にNHKから朝ドラ「あまちゃん」公式ガイドブックを作るにあたって作成協力の依頼を受ける。2014年・2015年にNHKが全国の47都道府県のアイドルで地域を盛り上げる企画「NHK恋する地元キャンペーン」のキャスティング依頼。2014年に日本テレビからご当地アイドルを集めて日本一を決められないかなあと相談が舞い込み、翌年「汐留ロコドル甲子園」を開催。そのことを機にTBSテレビ、テレビ朝日、フジテレビ他、テレビ局連動イベントを行っていく。
「日本ご当地アイドル活性協会」協会員No.1は「汐留ロコドル甲子園」の発起人でありプロデューサーの日本テレビ照屋秀吾。No.2は番組・イベント制作会社ジ・ズー代表取締役社長の小林信介。No.3は空位、ココリコ田中直樹の推薦でTBS番組内でドランクドラゴン塚地武雅へオファーするものの失敗。
2024年2月1日に東京都を除く男女のアイドルは2,913組と発表。2024年3月6日放送のテレビ朝日「くりぃむクイズ ミラクル9」のクイズ問題に出題された。同年4月に公式HPが設立。同年6月にお笑い芸人のクロちゃんから相談されてアイドルフェス史上初の試みで47都道府県代表アイドルを集結させる。長年クロちゃんが温めていた企画を実現させるサポートした。
- ご当地アイドル四天王
  - 2023年から毎年1回、『ご当地アイドル』殿堂入り団体の中で活動実績が豊富・メジャーどころに引けを取らない人気・知名度を有する4団体を認定し、全国各団体の目標となることを願い発表[6]。
- 未発掘アイドルセレクト10
  - 発足当初から概ね半年ごとに、今後活躍が期待される『ご当地アイドル』10組を独自の基準で選ぶ。メンバーの入れ替えなどの理由で、後述する「りんご娘」のように既に殿堂入りしたグループが選ばれることがある。
- ご当地アイドル殿堂入り
  - 『結成から10年』又は『オリコン社の週間セールスランキングで1万枚以上の売上認定』のいずれかの条件を達成した『ご当地アイドル』グループを随時表彰し、殿堂入り認定[7]。既に100組以上が認定されたが、この中には「秋元系」のうち、AKB48の地域姉妹グループが含まれており、実際に第1号はSKE48である。10年続くご当地アイドルの生存率は3%、20年続くご当地アイドルの生存率は0.1%[8]。

## 主な制作実績
- NHK連続テレビ小説「あまちゃん」公式ガイドブック（2013年） - 協力[2]
- NHK「NHK恋する地元キャンペーン」（2014年・2015年） - キャスティング[2]
- 日本テレビ・汐留ロコドル甲子園（2015年～2019年） - 企画・制作協力[2]
- TBSテレビ「最新トレンド乱キング!リア10」（2014年・2015年） - 制作協力[2]
- テレビ朝日「愛踊祭〜あいどるまつり〜国民的アニメソングカバーコンテスト」（2015年～2018年） - 制作協力[2]
- テレビ朝日「クロフェス」（2024年・2025年） - 制作協力[9]
- フジテレビ「TIF全国選抜LIVE」（2017年～2025年） - PR協力[2]
- 経済産業省中小企業庁＆電通企画「ミサラポ」（2015年・2016年） - 協力[9]
- 環境省「復興防災イベント」（2016年） - 協力[9]
- 総務省「地方自治体施行70周年記念・地域の魅力発信＆移住交流フェア」（2017年） - 協力[9]
- ホリプロ主催「U.M.U AWARD～ご当地アイドルNo.1決定戦」（2016年～2018年） - 協力[9]
- 内閣府「大阪・関西万博～ご当地アイドルフェス」 - 協力[10][11]

## ご当地アイドルの数の推移（2012年～2025年）
※ローカルアイドル Wikipedia「傾向と数の推移」参照

## ご当地アイドル神8に正式認定されたグループ
「ご当地アイドル神8」とは「ご当地アイドル四天王」と「準ご当地アイドル四天王」を合わせた8組

### ご当地アイドル四天王
- りんご娘（青森県、2023年～2025年）[6][13]
  - 殿堂認定要件：結成10年、20年、セールス1万枚認定
- Negicco（新潟県、2023年～2025年）[6][13]
  - 殿堂認定要件：結成10年、セールス1万枚認定
- OS☆U（愛知県、2023年～2025年）[6][13]
  - 殿堂認定要件：結成10年、セールス1万枚認定
- LinQ（福岡県、2023年～2025年）[6][13]
  - 殿堂認定要件：結成10年、セールス1万枚認定

### 準ご当地アイドル四天王
- フルーティー（北海道、2025年）[12]
- あかぎ団（群馬県・2025年）[12]
- せのしすたぁ（福井県・2025年）[12]
- KRD8（兵庫県姫路市・2025年）[12]

## 未発掘アイドルセレクト10に正式認定されたグループ
2013年下半期（第1回）
- みちのく仙台ORI☆姫隊（宮城県仙台市、初選出）
- 水戸ご当地アイドル（仮）（茨城県水戸市、初選出）
- CoCoRo学園、BJハート（群馬県、初選出）
- FUJI△PASSION、peach sugar snow（山梨県、初選出）
- Star☆T（愛知県豊田市、初選出）
- おやゆびプリンセス、nIo（石川県、初選出）
- せのしすたぁ、ami〜gas（福井県、初選出）
- しんまち七色ばんど（徳島県、初選出）
- きみともキャンディ（香川県、初選出）
- ぴらのぱうるす&ぱっきゃまらんど（沖縄県、初選出）

2014年上半期（第2回）
- りんご娘（青森県弘前市、初選出）
- チャーマンズ（岩手県、初選出）
- みちのく仙台ORI☆姫隊（宮城県仙台市、2期連続2回目）
- Mibuki with tutu&Beat's（長野県、初選出）
- せのしすたぁ（福井県、2期連続2回目）
- C-Style（千葉県木更津市、初選出）
- Star☆T（愛知県、2期連続2回目）
- KRD8（兵庫県姫路市、初選出）
- Can'ce浜姫（滋賀県長浜市、初選出）
- 乙女の純情（福岡県、初選出）

2014年下半期（第3回）
- menkoiガールズ（群馬県館林市、初選出）
- C-Style（千葉県木更津市、2期連続2回目）
- パラレルドリーム（長野県伊那市、初選出）
- せのしすたぁ（福井県、3期連続3回目）
- Star☆T（愛知県豊田市、3期連続3回目）
- KRD8（兵庫県姫路市、2期連続2回目）
- フルーレット（滋賀県、初選出）
- フレンチトースト（広島県、初選出）
- 乙女の純情（福岡県、2期連続2回目）
- RYUKYU IDOL（沖縄県、初選出）

2015年上半期（第4回）
- Ai-Girls（山形県米沢市、初選出）
- menkoiガールズ（群馬県館林市、2期連続2回目）
- C-Style（千葉県木更津市、3期連続3回目）
- Classic fairy（山梨県、初選出）
- パラレルドリーム（長野県、2期連続2回目）
- さくらシンデレラ（愛知県、初選出）
- DDプリンセス（大阪府、初選出）
- Fun×Fam（和歌山県、初選出）
- 愛の葉ガールズ（愛媛県、初選出）
- らぐぅんぶるぅ（沖縄県、初選出）

2015年下半期（第5回）
- Ai-girls（山形県米沢市、2期連続2回目）
- menkoiガールズ（群馬県館林市、3期連続3回目）
- こけぴよ（埼玉県、初選出）
- パラレルドリーム（長野県伊那市、3期連続3回目）
- オレンジポート（静岡県、初選出）
- さくらシンデレラ（愛知県、2期連続2回目）
- DDプリンセス（大阪府、2期連続2回目）
- 愛の葉ガールズ（愛媛県、2期連続2回目）
- Chimo、Niimo、ダイブッ！（大分県、初選出）
- らぐぅんぶるぅ（沖縄県、2期連続2回目）

2016年上半期（第6回）
- フルーティー（北海道、初選出）
- Ai-Girls（山形県米沢市、3期連続3回目）
- menkoiガールズ（群馬県館林市、4期連続4回目）
- パラレルドリーム（長野県伊那市、4期連続4回目）
- おやゆびプリンセス（石川県、4期ぶり2回目）
- dela（愛知県名古屋市、初選出）
- DDプリンセス（大阪府、3期連続3回目）
- 愛の葉Girls（愛媛県、3期連続3回目）
- Seven Colors（鹿児島県、初選出）
- らぐぅんぶるぅ（沖縄県、3期連続3回目）

2016年下半期（第7回）
- フルーティー♥（北海道、2期連続2回目）
- pramo（秋田県、初選出）
- アイくるガールズ（福島県いわき市、初選出）
- menkoiガールズ（群馬県館林市、5期連続5回目）
- 茶果菜（静岡県、初選出）
- DDプリンセス（大阪府、4期連続4回目）
- Le Siana（奈良県、初選出）
- 愛の葉Girls（愛媛県、4期連続4回目）
- Seven Colors（鹿児島県、2期連続2回目）
- MINGO!×MINGO!（鹿児島県、初選出）

2017年上半期（第8回）
- 2代目HAPPY少女♪（北海道、初選出）
- アイくるガールズ（福島県いわき市、2期連続2回目）
- あかぎ団-AKAGIDAN-（群馬県、初選出）
- C-Style（千葉県木更津市、3期ぶり4回目）
- FUJI SAKURA塾（山梨県、初選出）
- パラレルドリームNEO（長野県伊那市、初選出）
- おとめボタン（愛知県、初選出）
- WT☆Egret（兵庫県姫路市、初選出）
- fell NEO（岡山県、初選出）
- オキナワ美少女プロジェクト（沖縄県、初選出）

2017年下半期（第9回）
- ゆきやこんここんこ・こーんこんこん！（北海道、初選出）
- GMU（青森県青森市、初選出）
- 川崎純情小町☆（神奈川県川崎市、初選出）
- cheer up（静岡県、初選出）
- おとめボタン（愛知県、2期連続2回目）
- Purpure☆N.E.O（京都府、初選出）
- 天空音パレード（大阪府、初選出）
- Keeper Girls（大阪府、初選出）
- 究極少女・カラット（山口県・福岡県、初選出）
- オキナワ美少女プロジェクト（沖縄県、2期連続2回目）

2018年上半期（第10回）
- GMU（青森県青森市、2期連続2回目）
- 三姿舞（千葉県、初選出）
- FUJI SAKURA塾（山梨県、2期ぶり2回目）
- おとめボタン（愛知県、3期連続3回目）
- MKさくら（愛知県、初選出）
- 天空音パレード（大阪府、2期連続2回目）
- I＊Cielring（大阪府、初選出）
- jubilee jubilee（鳥取県・島根県、初選出）
- 愛の葉Girls（愛媛県、3期ぶり5回目）
- OBP（沖縄県、3期連続3回目）

2018年下半期（第11回）
- アルプスおとめ（青森県弘前市、初選出）
- ライスボール（青森県弘前市、初選出）
- GMU（青森県青森市、3期連続3回目）
- dela（愛知県名古屋市、4期ぶり2回目）
- てぃんく♪（愛知県、初選出）
- 藤堂高虎とIGA901（三重県伊賀市、初選出）
- 天空音パレード（大阪府、3期連続、3回目）
- BLOOMING∞TSUBURA（福岡県、初選出）
- ボニート×ボニート（宮崎県日南市、初選出）
- OBP（沖縄県、4期連続4回目）

2019年上半期（第12回）
- G.E.E.K（北海道、初選出）
- りんご娘（青森県弘前市、10期ぶり2回目）
- アルプスおとめ（青森県弘前市、2期連続2回目）
- ライスボール（青森県弘前市、2期連続2回目）
- シンデレラマジックEAST（青森県八戸市、初選出）
- 手羽先センセーション（愛知県、初選出）
- Rizm☆Attention（愛知県、初選出）
- チビ☆カン（愛知県、初選出）
- 謎ファイルとやま観光（富山県、初選出）
- ボニート×ボニート（宮崎県日向市、2期連続2回目）

2019年下半期（第13回）
- ライスボール（青森県弘前市、3期連続3回目）
- かしま未来りーな（茨城県鹿嶋市、初選出）
- ほくりくアイドル部（石川県、初選出）
- Senosister5（福井県、初選出）
- 謎ファイルとやま観光（富山県、2期連続2回目）
- ミルキー★メロディX（静岡県菊川市、初選出）
- 手羽先センセーション（愛知県、2期連続2回目）
- IQプロジェクト研究生（福岡県、初選出）
- フレッシュ愛GIRLS（福岡県糸島市、初選出）
- ボニート✖ボニート（宮崎県日向市、3期連続3回目）

2020年上半期（第14回）
- ライスボール（青森県弘前市、4期連続4回目）
- マジカルバルルーンYES（福島県福島市、初選出）
- 木更津発 仏恥義理アイドル C-Style（千葉県、5期ぶり5回目）
- 川崎純情小町☆（神奈川県川崎市、初選出）
- 横浜純情小町☆（神奈川県横浜市、初選出）
- ほくりくアイドル部（石川県、2期連続2回目）
- はちきんガールズ（高知県、初選出）
- IQプロジェクト研究生（福岡県、2期連続2回目）
- ボニート✖ボニート（宮崎県日向市、4期連続4回目）
- バーレスクmiyazaki（宮城県宮崎市、初選出）

2020年下半期（第15回）
- one of one love（北海道、初選出）
- ライスボール（青森県弘前市、5期連続5回目）
- 愛＆pacchi（青森県八戸市、初選出）
- マジカルバルルーンYES（福島県福島市、2期連続2回目）
- 水戸ご当地アイドル（仮）（茨城県水戸市、初選出）
- ほくりくアイドル部（石川県、3期連続3回目）
- OS☆U（愛知県名古屋市大須商店街、初選出）
- アイシェリング（大阪府、5期振り2回目）
- IQプロジェクト研究生（福岡県、3期連続3回目）
- ボニート✖ボニート（宮崎県日向市、5期連続5回目）

2021年上半期（第16回）
- ライスボール（青森県弘前市、6期連続6回目）
- 愛＆pacchi（青森県八戸市、2期連続2回目）
- re-mito（茨城県水戸市、初選出）
- 仏恥義理アイドル　C-Style（千葉県木更津市、2期ぶり6回目）
- FUJI SAKURA塾（山梨県、6期ぶり3回目）
- ほくりくアイドル部（石川県、4期連続4回目）
- IQプロジェクト研究生（福岡県、4期連続4回目）
- マナミ様（佐賀県唐津市、初選出）
- ボニート✖ボニート（宮崎県日向市、6期連続6回目）
- SUPER K（宮崎県宮崎市、初選出）

2021年下半期（第17回）
- ライスボール（青森県弘前市、7期連続7回目）
- 愛＆pacchi（青森県八戸市、3期連続3回目）
- ほくりくアイドル部（石川県、5期連続5回目）
- 石川元気応援隊・ジャンピン（石川県、初選出）
- 欲バリセンセーション（大阪府、初選出）
- KRD8（兵庫県姫路市、14期ぶり3回目）
- 九州女子翼（福岡県、初選出）
- 空想モーメントL+（福岡県、初選出）
- IQプロジェクト研究生（福岡県、5期連続5回目）
- ボニート✖ボニート（宮崎県日向市、7期連続7回目）

2022年上半期（第18回）
- HAPPY少女♪（北海道、10期ぶり2回目）
- りんご娘（青森県弘前市、5期ぶり3回目）
- ライスボール（青森県弘前市、8期連続8回目）
- 川崎純情小町☆（神奈川県川崎市、3期ぶり2回目）
- ほくりくアイドル部（石川県、6期連続6回目）
- 蜂蜜★皇帝（岐阜県、初選出）
- OS☆K（愛知県名古屋市大須商店街、初選出）
- 九州女子翼（福岡県、2期連続2回目）
- IQプロジェクト研究生（福岡県、6期連続6回目）
- 虹ユニバース（ベトナム・ホーチミン、初選出）

2022年下半期（第19回）
- HAPPY少女♪（北海道、2期連続3回目）
- ライスボール（青森県弘前市、9期連続9回目）
- pacchi（青森県八戸市、2期ぶり4回目）
- てぃんく♪（愛知県名古屋市、8期ぶり2回目）
- 祝福！ちゅあしぃ（愛知県名古屋市、初選出）
- Grande Armée（愛知県名古屋市、初選出）
- ほくりくアイドル部（石川県、7期連続7回目）
- fell NEO（岡山県、11期ぶり2回目）
- Siam☆Dream（タイ・バンコク、初選出）
- 虹ユニバース（ベトナム・ホーチミン、2期連続2回目）

2023年上半期（第20回）
- ふぁんしーどりーみー（北海道、初選出）
- アイドールBRAVE（埼玉県さいたま市大宮区、初選出）
- お願い!!フルハウス（愛知県名古屋市、初選出）
- Cygnetique（愛知県名古屋市、初選出）
- lino_lu（滋賀県、初選出）
- NaNiYoRi（大阪府、初選出）
- マナミ様（佐賀県唐津市、4期ぶり2回目）
- 月宵◇クレシェンテ（台湾、初選出）
- ステラグリマ（Stellagrima＊）（タイ、初選出）
- 虹ユニバース（Niji Universe Inc.）（ベトナム・ホーチミン、3期連続3回目）

2023年下半期（第21回）
- ambitious（北海道札幌市、初選出）
- 2ねん8くみ札幌校（北海道札幌市、初選出）
- Poppin'LALA☆Stars（北海道釧路市、初選出）
- pacchi（青森県八戸市、2期ぶり5回目）
- FUJISAKURA塾（山梨県、5期ぶり4回目）
- さっきー ミルキー★メロディX（静岡県菊川市、8期ぶり2回目）
- お願い!!フルハウス（愛知県名古屋市、2期連続2回目）
- Jumping Kiss（大阪府大阪市、初選出）
- IQプロジェクト研究生（福岡県、3期ぶり7回目）
- TUKUYOMI IDOL PROJECT（台湾・秋葉原、初選出）

2024年上半期（第22回）
- pacchi（青森県八戸市、2期連続6回目）
- 魔夜中保健室（秋田県、初選出）
- とちおとめ25（栃木県、初選出）
- あかぎ団（群馬県、13期ぶり2回目）
- me yell（三重県、初選出）
- L.U.R.E（山口県、初選出）
- WELIT（愛媛県、初選出）
- JURY & MASK（佐賀県唐津市、初選出）
- VITRON（長崎県、初選出）
- Chimo（大分県、16期ぶり2回目）

2024年下半期（第23回）
- Poison Palette（北海道、初選出）
- pacchi（青森県八戸市、3期連続7回目）
- ボニー・G・はるな（群馬県、初選出）
- ほくりくアイドル部・チーム富山校（富山県、初選出）
- アミーガス（福井県、初選出）
- ほくりくアイドル部・チーム福井校（福井県、初選出）
- ChanceMovement（滋賀県、初選出）
- BABEL（兵庫県姫路市、初選出）
- めたセン（福岡県、初選出）
- AjuG-irls（アジュガールズ）（宮崎県、初選出）

2025年上半期（第24回）
- みちのく仙台ORI☆姫隊（宮城県、22期ぶり3回目）
- MPF☆B（山形県、初選出）
- 蜂蜜★皇帝（はちみつエンペラー）（岐阜県、6期ぶり2回目）
- BABEL（バベル）（兵庫県姫路市、2期連続2回目）
- asterisk pool（アスタリスク プール）（島根県、初選出）
- Lydian Siroop（リディアン シロップ）（島根県、初選出）
- morphing×morphing（モーフィン モーフィン）（島根県、初選出）
- L.U.R.E（ルリ）（山口県、2期ぶり2回目）
- WELIT（ウィリット）（愛媛県、2期ぶり2回目）
- 石川彩楓（はちきんガールズ）（高知県、10期ぶり2回目）

## ご当地アイドル殿堂入りに正式認定されたグループ
※参考記事　https://pr-free.jp/2023/80016/　https://myuu.jp/?p=15169 https://twitter.com/NEW25958838/status/1739766982566982073
No.1～No.50
[1] SKE48（愛知県名古屋市栄）
[2] りんご娘（青森県）
[3] NMB48（大阪府）
[4] LinQ（福岡県）
[5] タッチ（北海道苫小牧市）
[6] Pinkish（埼玉県加須市）
[7] HKT48（福岡県）
[8] TEAM SHACHI （旧・チームしゃちほこ）（愛知県）
[9] Negicco（新潟県）
[10] Dorothy Little Happy（宮城県）
[11] HR（福岡県）
[12] オレンチェ（静岡県）
[17] 小娘（北海道千歳市）
[18] ナチュラルポイント（神奈川県横浜市）
[20] OS☆U（愛知県名古屋市大須商店街）
[21] CoCoRo学園（群馬県）
[22] Pieace（埼玉県嵐山町）
[23] YASSA Comachi（千葉県東金市）
[26] アルプスおとめ（青森県）
[27] Osaka翔Gangs（大阪府）
[28] Book Bear（熊本県）
[29] Chimo（大分県）
[31] なよろあすぱ恋（らぶ）（旧・あすぱLOVEきっず）（北海道名寄市）
[33] まなみのりさ（広島県）
[36] JK21 G（旧・JK21）（大阪府）
[37] Shimane Diva Project（島根県松江市）
[38] 姫っ娘5（兵庫県姫路市）
[39] H&A.（静岡県浜松市）
[40] あまゆーず（兵庫県尼崎市）
[41] SASEBOキャンディーズ（長崎県佐世保市）
[42] 知多娘。（愛知県知多半島）
[43] アイドル教室（愛知県）
[45] はちきんガールズ（高知県）
[46] つぶつぶ★DOLL（神奈川県相模原市）
[47] つぼみ大革命（旧・つぼみ）（大阪府）
[48] Vress（大阪府）
[49] ひめキュンフルーツ缶（愛媛県）
[50] SPL∞ASH（広島県）
No.51～No.100
[51] Lovit’s!（福岡県糸島市）
[52] とちおとめ25（栃木県）
[53] 三姿舞（千葉県流山市）
[54] 青SHUN学園（旧・青春女子学園）（福岡県）
[55] QunQun（福岡県）
[56] Fun×Fam（和歌山県）
[57] S☆UTHERN CROSS（鹿児島県）
[58] SO.ON project（大阪府）
[59] 西短MP学科さくら組（福岡県）
[60] あかぎ団-AKAGIDAN-（群馬県）
[61] リリシック学園（大阪府）
[62] フルーティー（北海道）
[63] きみともキャンディ（香川県）
[64] みちのく仙台ORI✫姫隊（宮城県仙台市）
[65] RYUTist（新潟県）
[66] Menkoiガールズ（群馬県館林市）
[67] 大阪メルヘン（大阪府）
[68] 川崎純情小町☆（神奈川県川崎市）
[69] Yamakatsu（旧・山口活性学園）（山口県）
[70] Baby dolls（徳島県）
[71] SCK GIRLS（宮城県気仙沼市）
[72] Chairmans（岩手県）
[73] RYUKYU IDOL（沖縄県）
[74] ami〜gas（福井県）
[75] イエスハッピー!（大阪府）
[76] ナト☆カン（愛知県名古屋市）
[77] 神聖フレラモ（旧・フレア・ラ・モード）（大阪府）
[78] Star☆T（愛知県豊田市）
[79] SPATIO（大分県）
[80] Marble-Maple（静岡県掛川市）
[81] FUJI SAKURA塾（山梨県）
[82] dela（愛知県名古屋市）
[83] 大阪☆春夏秋冬（大阪府）
[84] Teamくれれっ娘!（北海道）
[85] I LOVE U@あいり（広島県）
[86] 4-sails（三重県）
[87] ぶどう党（山梨県）
[88] 天空音パレード（大阪府）
[89] MINGO!×MINGO!（鹿児島県）
[90] KOBerrieS♪（兵庫県神戸市）
[91] オバチャーン（大阪府）
[92] 炭坑ガールズ（熊本県荒尾市）
[93] さくらんぼんBom（山形県山形市）
[94] Niimo（大分県）
[95] 悪女時代（広島県）
[96] Le Siana（奈良県）
[97] 看板娘。（愛知県安城市）
[98] マリーナブルー（滋賀県）
[99] FRUITPOCHETTE（愛媛県松山市）
[100] アイくるガールズ（福島県いわき市）
No.101～
[101] Vienolossi（富山県）
[102] ハンバーガール（大阪府・通天閣）
[103] C-Style（千葉県木更津市）
[104] マジカルバルルーンYes（福島県）
[105] パピマシェ（福岡県）
[106] YENA☆（兵庫県明石市）
[107] MilkShake（長崎県長崎市）
[108] Purpure☆N.E.O（京都府）
[109] IM Zip（富山県射水市）
[110] Candy☆Drops（愛知県名古屋市）
[111] Mike☆miKe（茨城県）
[112] 愛Dream（福岡県北九州市小倉北区）
[113] EarthAce-STM（埼玉県）
[114] Culumi（大阪府堺・泉州）
[115] EarthAce-KUM（熊本県）
[116] チーム娘にゃんドル（徳島県）
[117] ケミカル⇄リアクション（新潟県新潟市）
[118] cana÷biss（新潟県新潟市）
[119] ShuN-R@n GIRLS☆（福島県矢吹町）
[120] せのしすたぁ（福井県）
[121] せせらぎ小町（福島県郡山市）
[122]がぁがぁがぁるず（新潟県）
[123]究極人形-アルテマドール-（愛知県名古屋市）
[124] ミライスカート⁺（京都府）
[125] 2ねん8くみ（宮城県）
[126] WHiTE BEACH（千葉県南房総市）
[127] SANOブランドール（栃木県佐野市）
[128] 空野青空（富山県）
[129] 大宮I☆DOLL（埼玉県）
[130] ガールズq/b（栃木県）
[131] TEN6（大阪府）
[132] HAPPY少女♪（北海道）
[133] D-CORE（長野県）
[134] NEO☆学院（福岡県）
[135] 2ねん8くみ千葉校（千葉県）

## 結成20年を越えたグループ
1. りんご娘（青森県・2000年7月結成）
2. タッチ（北海道苫小牧市・2002年9月結成）
3. Negicco（新潟県・2003年7月結成）
4. オレンチェ（静岡県・2004年3月結成）